# Флаг Углича
Флаг городского поселения У́глич Угличского муниципального района Ярославской области Российской Федерации.
Первоначально флаг был утверждён 31 марта 1999 года как флаг муниципального образования город Углич и Угличский муниципальный округ.

Флаг города Углича и Угличского муниципального округа представляет собой прямоугольное полотнище с соотношениями сторон А:В = 3:2. По центру полотнища проходит полоса алого цвета (цвет поля щита герба города) с размером 3\5 узкой стороны флага. В правой части полосы вырезан условный треугольник золотистого цвета с основанием в ширину полосы и прямым углом в вершине.
С обеих сторон от центральной полосы идут полосы золотистого цвета с пропорциями 1\5 узкой стороны флага.
В средней части полосы между вершиной треугольника и основанием флага находится изображение царевича Димитрия.
Изображение святого царевича Димитрия на флаге города Углича и Угличского муниципального округа Ярославской области аналогично изображению царевича на гербе города Углича и Угличского муниципального округа.

В ходе проведения муниципальной реформы, муниципальное образование (МО) город Углич и Угличский муниципальный округ было преобразовано в МО Угличский муниципальный район с входящим в его состав, среди прочих, МО городское поселение Углич.
30 марта 2007 года, решением муниципального Совета городского поселения Углич № 98, этот флаг был утверждён в качестве официального символа городского поселения Углич.

Флаг городского поселения Углич представляет собой прямоугольное полотнище с отношением ширины к длине 2:3. По центру полотнища проходит полоса алого цвета (аналогично цвету поля щита герба городского поселения Углич) с размером 3/5 узкой стороны (ширины) флага. Правая часть полосы имеет вырез в форме условного прямоугольного треугольника золотистого цвета с основанием в ширину полосы и прямым углом в вершине.
С обеих сторон от центральной полосы (по верхнему и нижнему краю флага) по всей длине флага идут полосы золотистого цвета с пропорциями 1/5 узкой стороны флага каждая.
В средней части полосы между вершиной треугольника и основанием флага находится изображение царевича Димитрия. Высота изображения царевича Димитрия соответствует S общей ширины флага. Изображение святого царевича Димитрия на флаге городского поселения Углич аналогично изображению царевича на гербе городского поселения Углич.

Так как решение № 72 от 31 марта 1999 года не было признано утратившим силу, флаг является одновременно флагом Угличского муниципального района.[уточнить]